# بيل هارتلي (عداء سريع)
بيل هارتلي (بالإنجليزية: Bill Hartley) هو واثب حواجز ‏ بريطاني، ولد في 27 يونيو 1950.

## وصلات خارجية
- بيل هارتلي على موقع الاتحاد الدولي لألعاب القوى (الإنجليزية)
- بيل هارتلي على موقع ThePowerOf10.info (الإنجليزية)
- بيل هارتلي على موقع اتحاد ألعاب الكومنولث (مؤرشف) (الإنجليزية)